# 健身腳踏車 (小說)
《健身腳踏車》是一部由史蒂芬·金於2003年所著的短篇小說，當時發佈在From the Borderlands雜誌上，後來於2008年收錄在短篇小說集《日落之後》內。

## 故事簡介
畫家李察進行年度身體檢查，醫生告知他身體的脂肪偏高，要開始減肥。於是李察買了一架健身腳踏車，每天踏一段時間。李察踏腳踏車後，身體情況有所改善，不過他開始發夢，夢到數個工人，李察的醫生將身體的消化系統比喻為工人，自李察減肥後，這些工人失業了，其中一個更自殺，他們要脅李察放他們一馬。李察自此之後雖然仍維持健康的飲食習慣，不過偶爾會放肆一兩餐。